# Попов, Лев Николаевич

Лев Никола́евич Попо́в (18 марта 1932 — 8 октября 2008) — советский и российский архитектор, проектировщик наземных и подземных объектов Московского, Новосибирского, Пражского, Бакинского и Ташкентского метрополитенов.

## Биография
Бывшие коллеги вспоминают, что он был новатором в проектировании, всегда шел впереди. Однако его часто ругали и прижимали за авангардистские проекты. Сам Попов считал себя учеником Алексея Николаевича Душкина, любил и уважал его как архитектора и человека.

## Проекты

### Станции Московского метрополитена
| Станция                      | Линия | Год запуска | Соавторы                               |
| ---------------------------- | ----- | ----------- | -------------------------------------- |
| Чистые Пруды (реконструкция) | @1    | 1971        | А. Ф. Фокина                           |
| Тургеневская (вестибюль)     | @6    | 1971        | А. Ф. Фокина                           |
| Полежаевская                 | @7    | 1972        | А. Ф. Фокина                           |
| Беляево                      | @6    | 1974        | В. Г. Поликарпова, В. И. Клоков        |
| Сходненская                  | @7    | 1975        | А. Ф. Фокина                           |
| Бабушкинская                 | @6    | 1978        | В. И. Клоков                           |
| Площадь Ильича               | @8    | 1979        | В. И. Клоков                           |
| Нахимовский проспект         | @9    | 1983        | В. С. Волович, В. И. Клоков, Г. С. Мун |
| Орехово (с вестибюлем)       | @2    | 1985        | В. С. Волович, Г. С. Мун               |
| Боровицкая                   | @9    | 1986        | В. С. Волович                          |
| Отрадное                     | @9    | 1991        | В. С. Волович                          |
| Римская                      | @10   | 1995        | Н. В. Расстегняева                     |
| Достоевская                  | @10   | 2010        | Н. В. Расстегняева                     |

### Станции других метрополитенов
Баку: «Гянджлик» (соавтор), 1967.
Ташкент: «Мустакиллик майдони», 1977.
Новосибирск: «Площадь Гарина-Михайловского», 1984.

Прага: Anděl, 1985
Его станции — это скульптура наоборот, пространство созданное внутри земли. Так появился «фирменный знак» Попова — идея светоформ, светящихся глубоких ниш-впадин, как ключевого элемента композиции искусственного подземного сооружения. Он использовал ярко выраженную форму: не круг, не квадрат, а форму яйца — овоид, считая её наиболее приемлемой для метро..

## Награды
За участие в конкурсах на проектирование станций метрополитена удостоен:
- Ленинград — одна премия,
- Москва — две премии (построена станция «Полежаевская»),
- Минск — пять премий,
- Новосибирск — одна премия,
- Днепропетровск — одна премия,
- станция «Нахимовский проспект» — премия Союза советских архитекторов,
- три премии ВДНХ за строительство станций в Москве.

## Фотогалерея

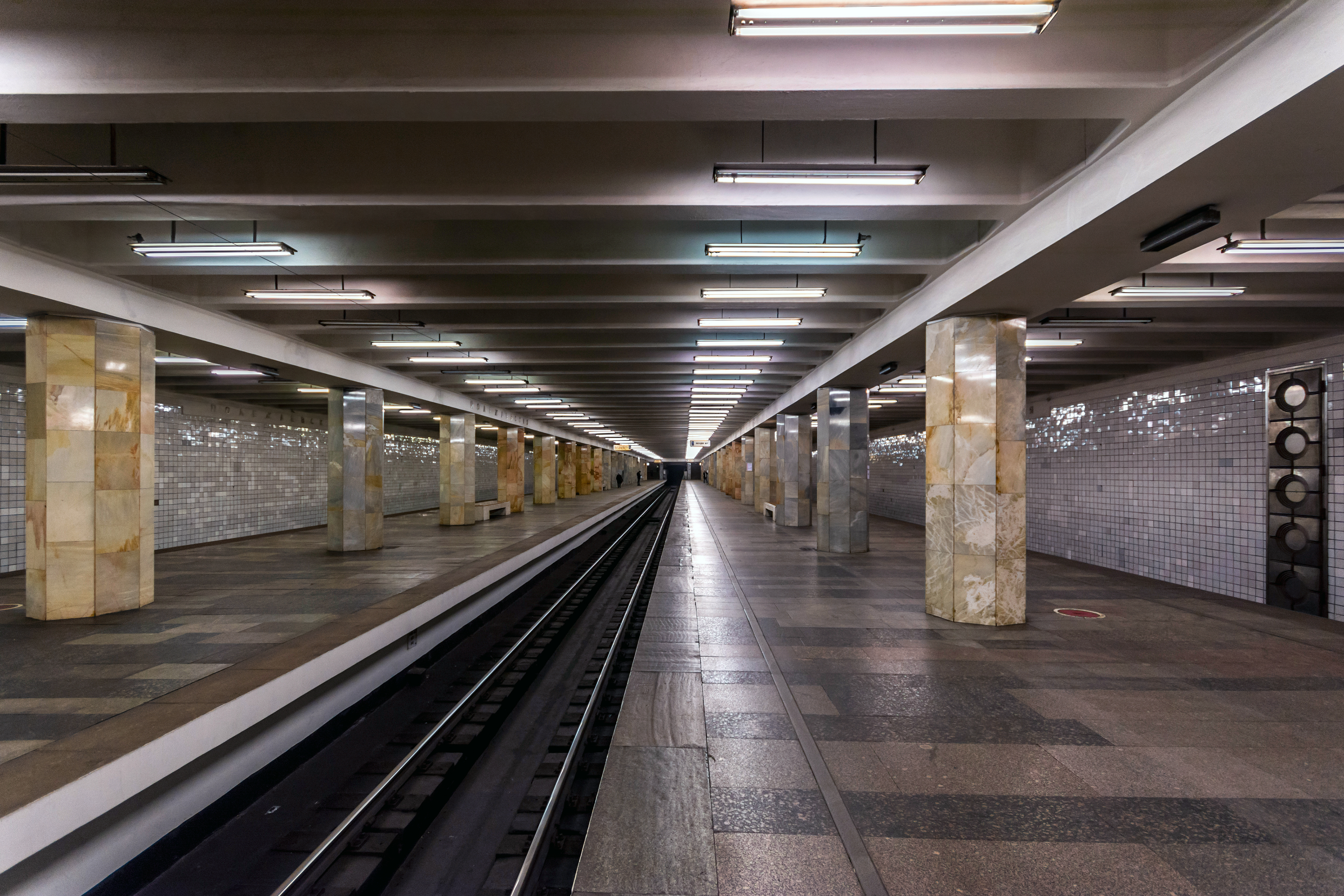
«Полежаевская»
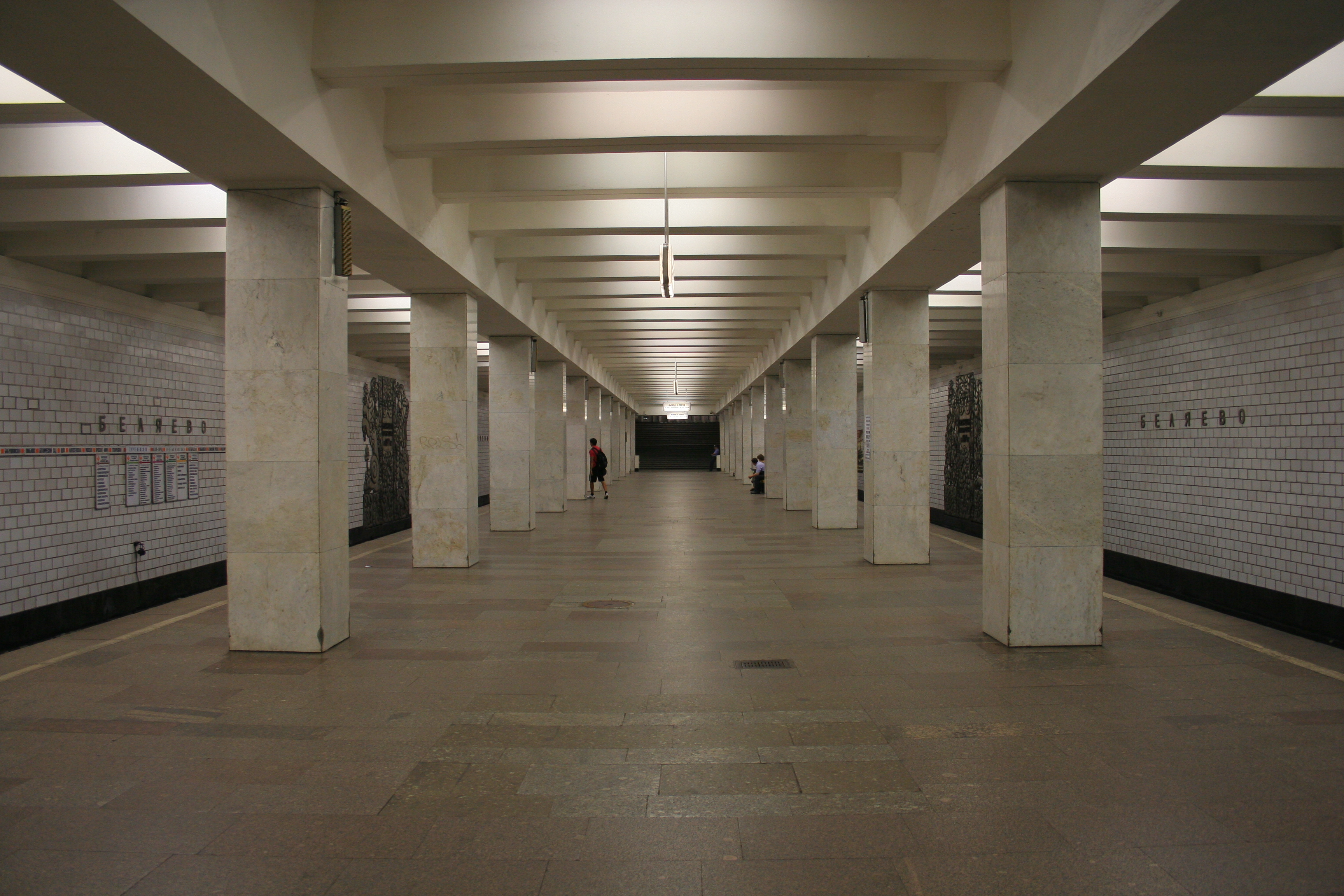
«Беляево»
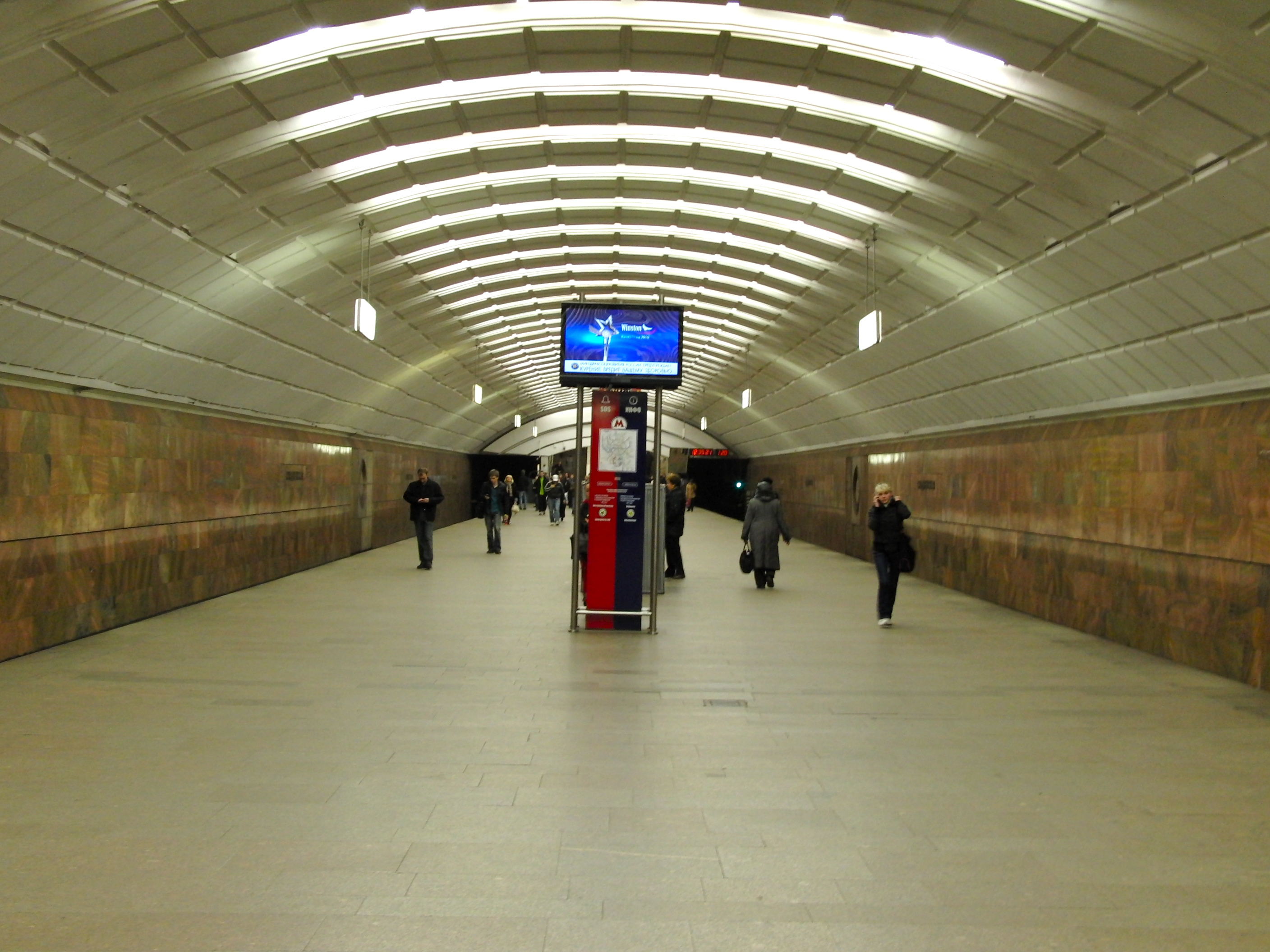
«Сходненская»
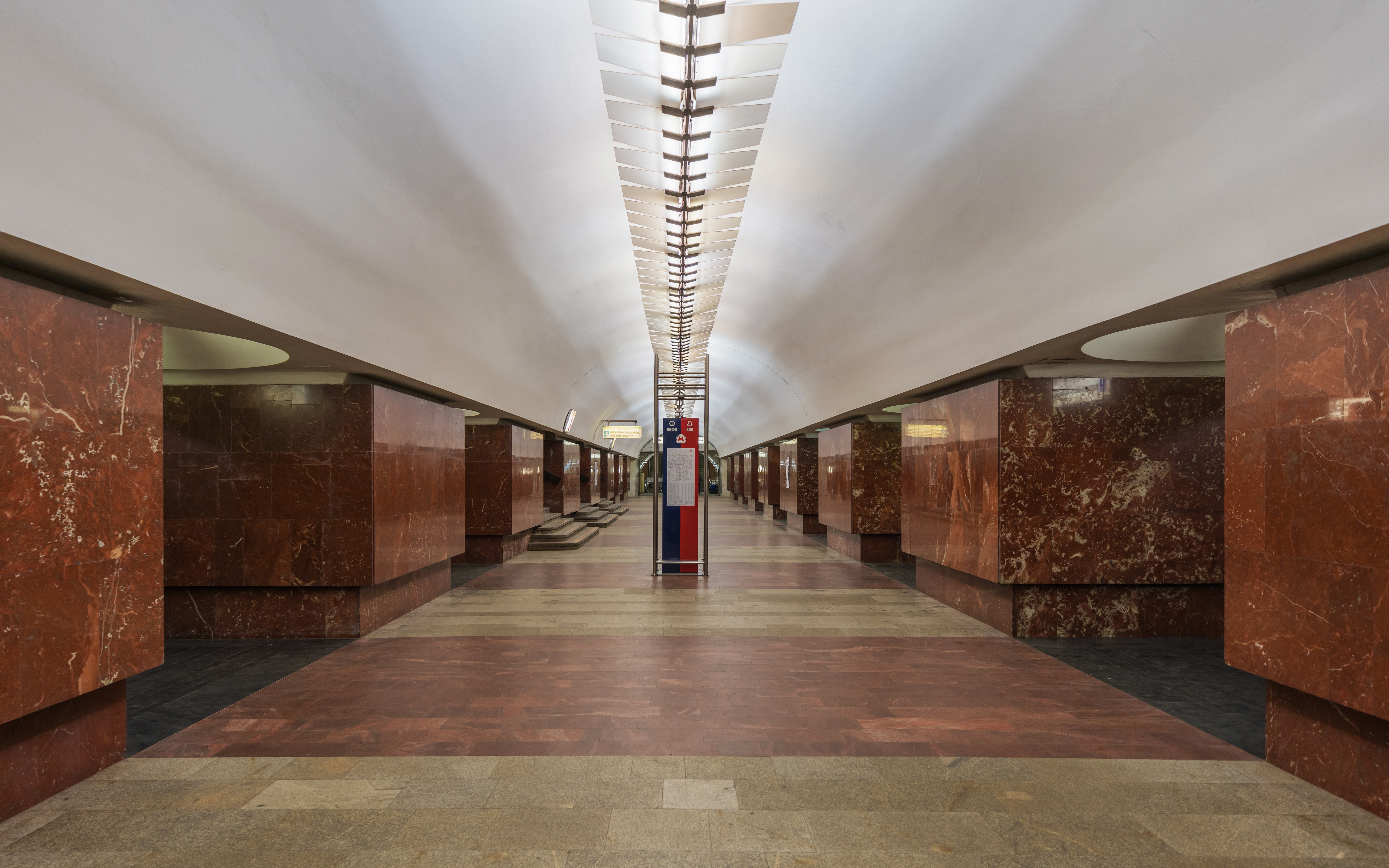
«Площадь Ильича»
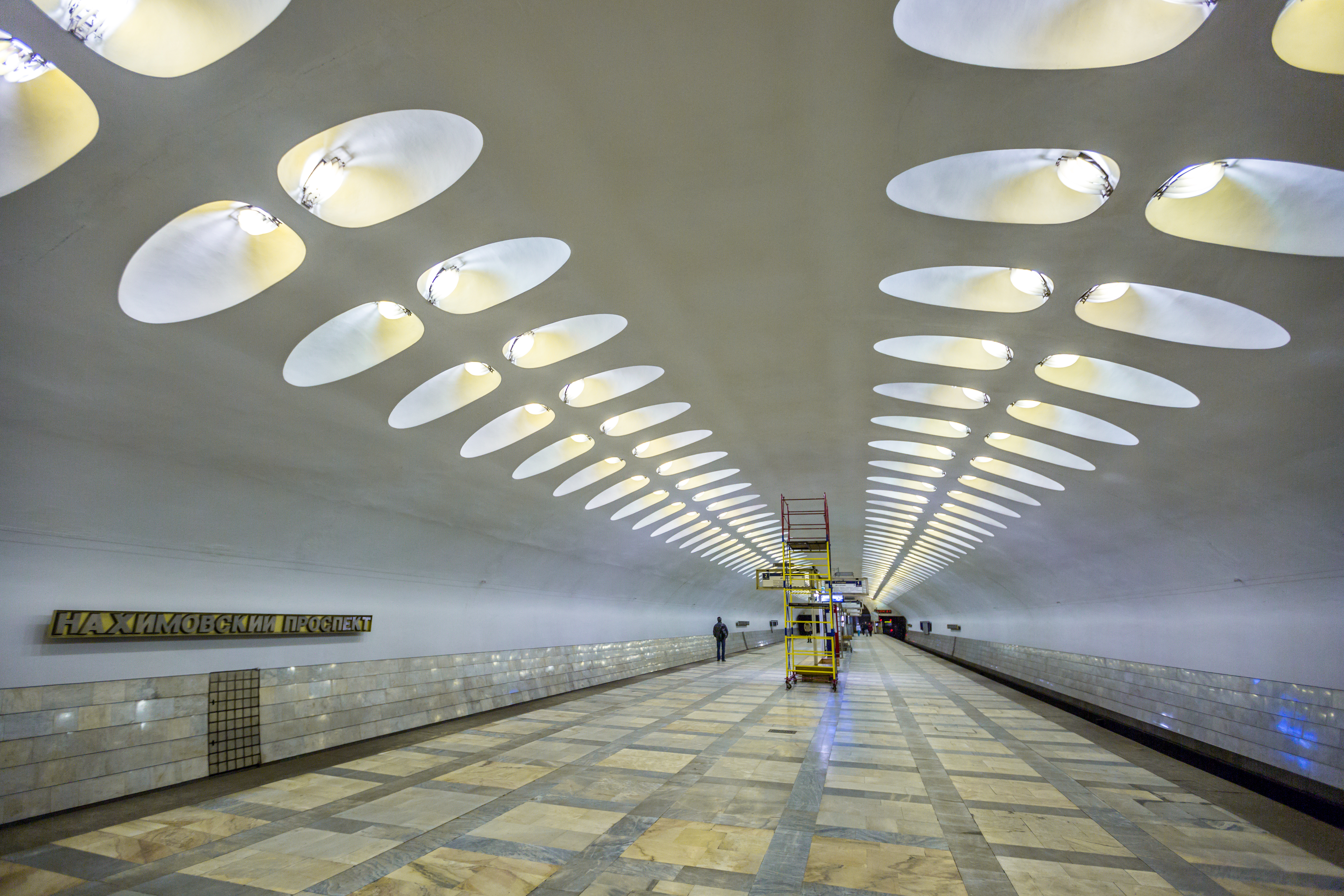
«Нахимовский проспект»
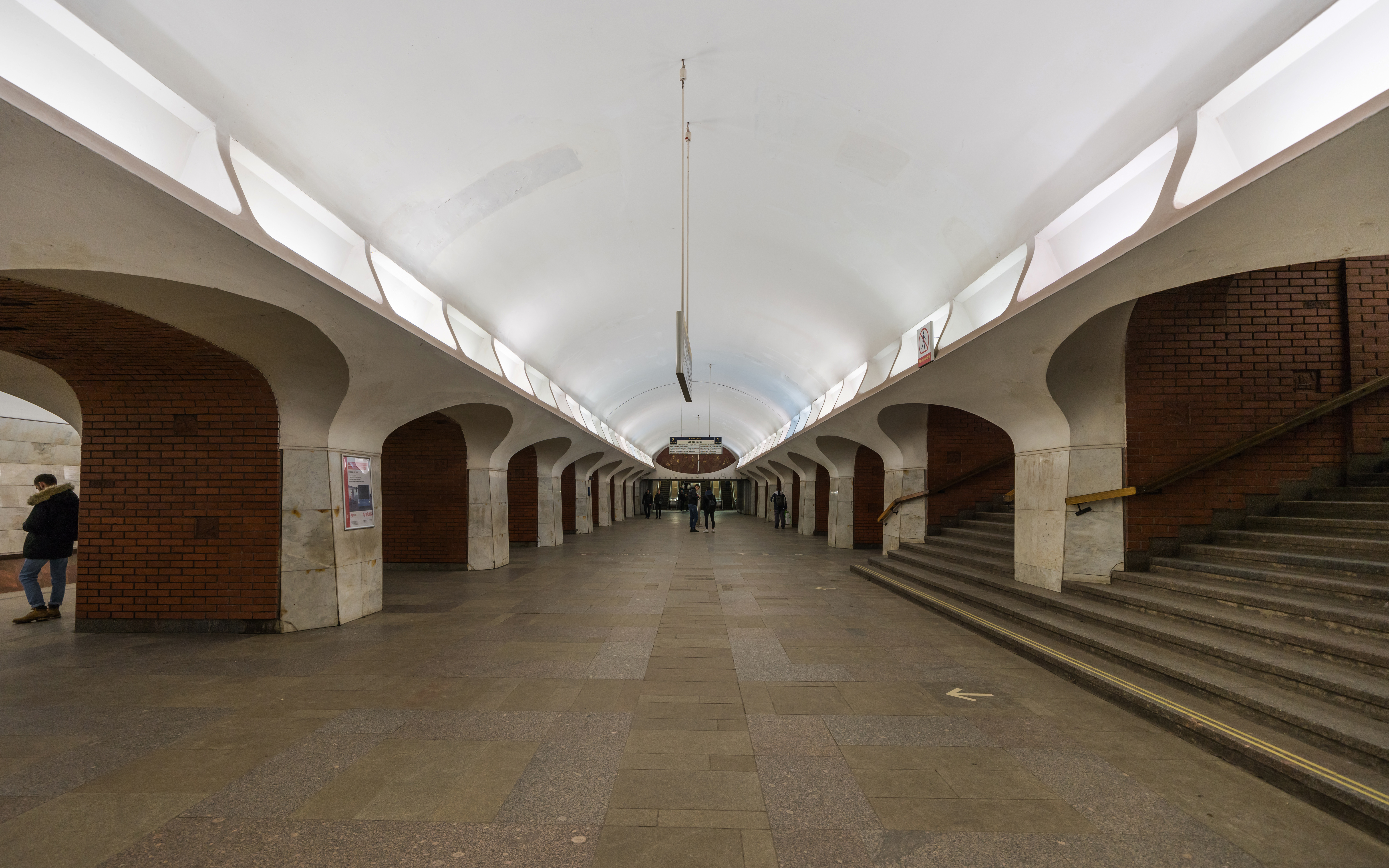
«Боровицкая»
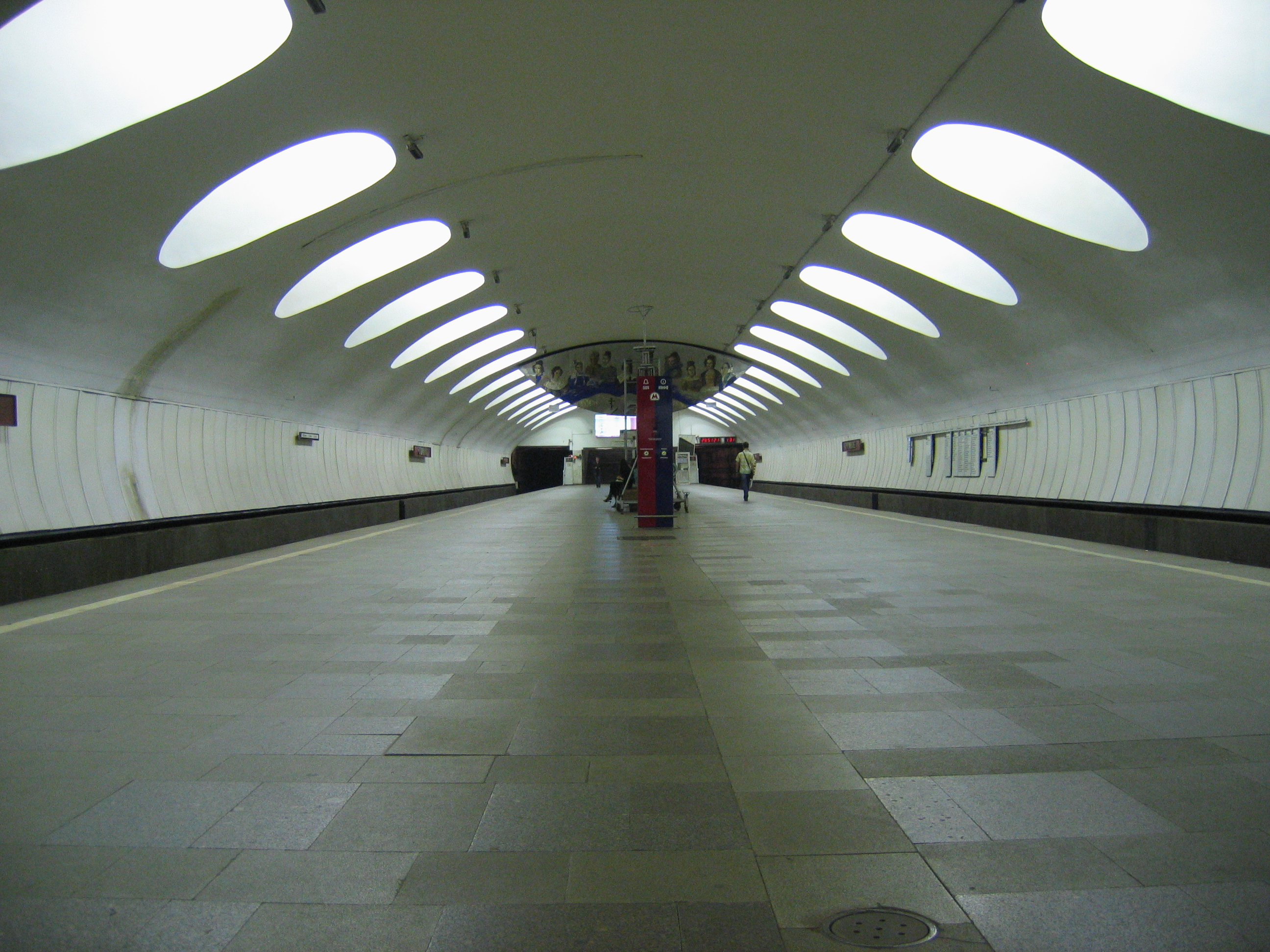
«Отрадное»
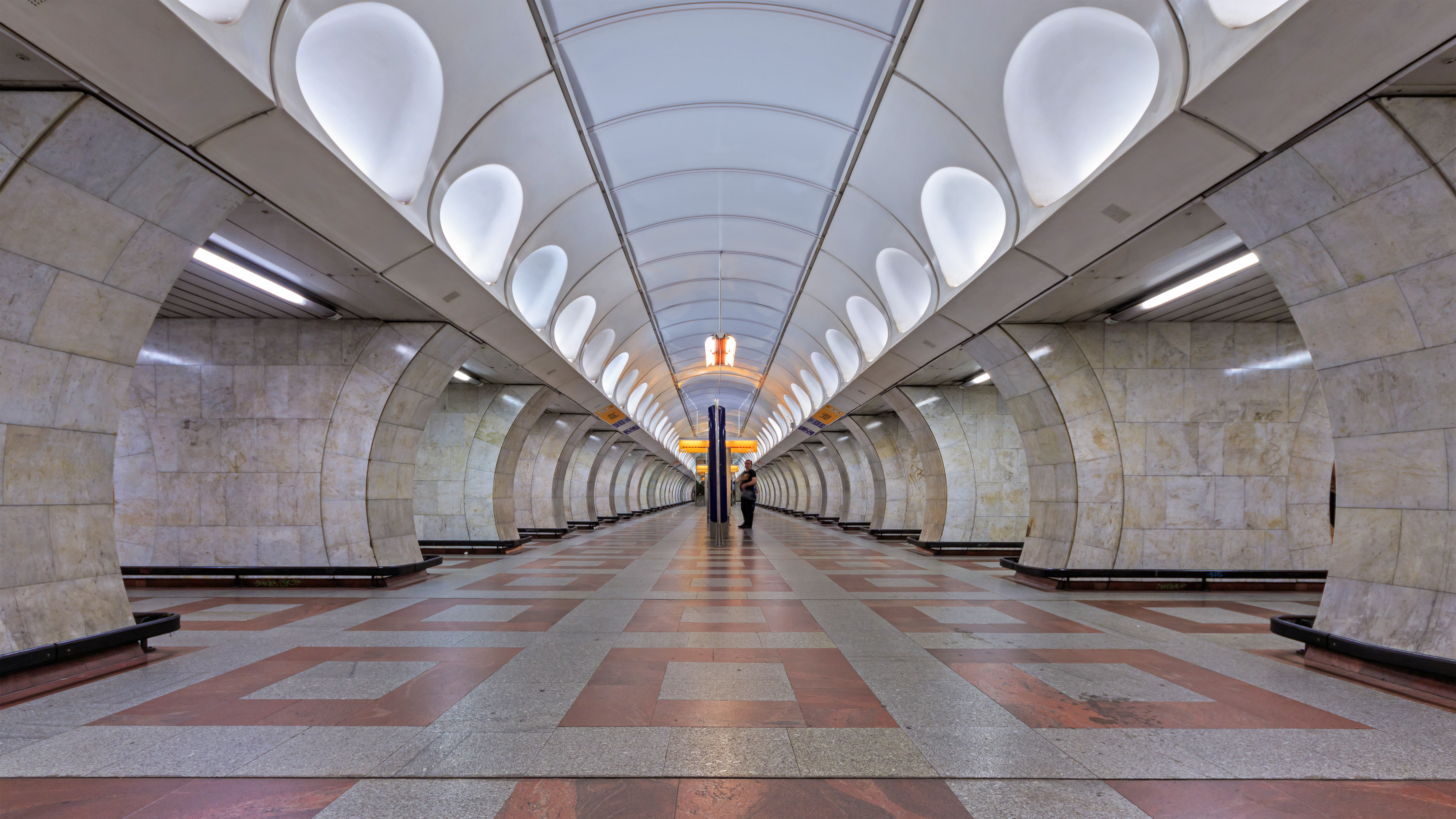
Anděl
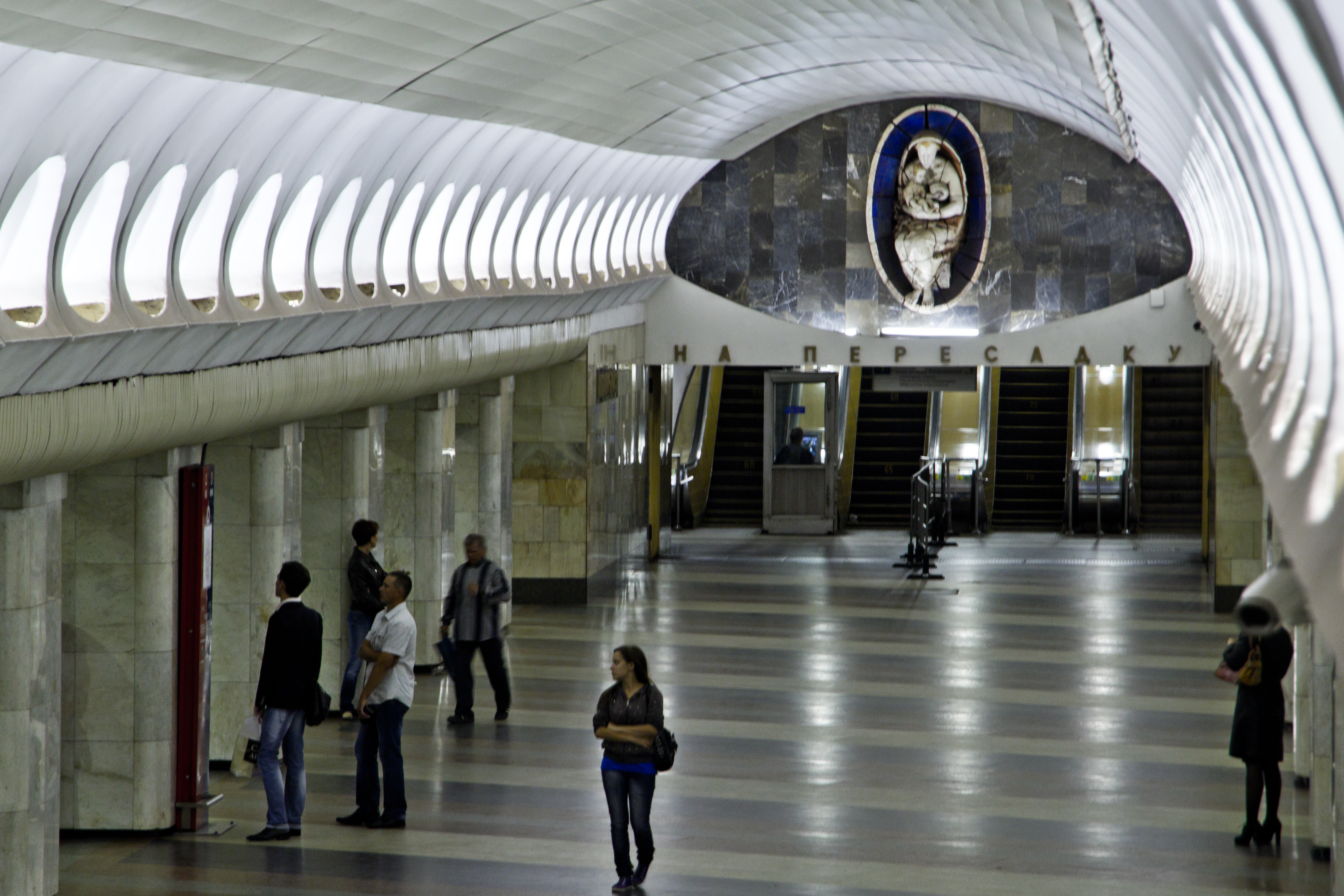
«Римская»
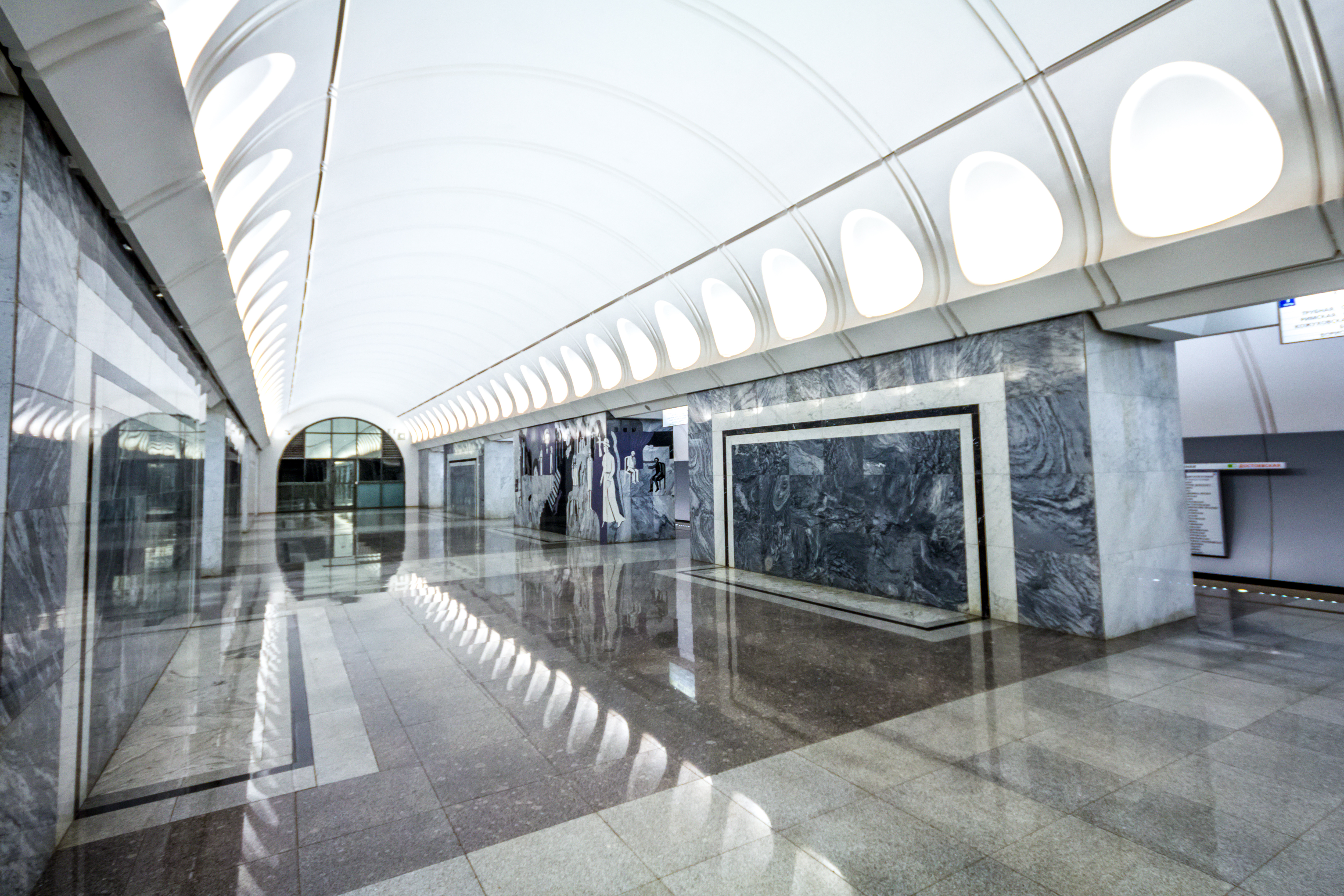
«Достоевская»